# 東京女子体育専門学校
| 東京女子体育専門学校 | 東京女子体育専門学校         |
| -------------------- | ---------------------------- |
| 創立                 | 1944年4月                    |
| 所在地               | 東京都北多摩郡武蔵野村吉祥寺 |
| 初代校長             | 藤村トヨ                     |
| 廃止                 | 1950年                       |
| 後身校               | 東京女子体育短期大学         |
| 同窓会               |                              |

東京女子体育専門学校（とうきょうじょしたいいくせんもんがっこう）は、日本の専門学校令の基づく旧制専門学校。

## 概要
東京女子体操学校、東京女子体操音楽学校を前身として、1944年に設立された。修業年限は3年であった。学制改革により、東京女子体育短期大学となった。
初代校長（東京女子体操音楽学校校長としては4代目であるが、「再興者」「実質的な創立者」と位置づけられている）の藤村トヨは、東京女子医学専門学校（現・東京女子医科大学）卒業の医師、体育教員であった。

## 沿革
- 1902年（明治35年）
  - 5月10日 -  私立東京女子体操学校設立
  - 11月 - 私立東京女子体操音楽学校と改称
- 1919年（大正8年）4月 - 学則改正（修業年限2年）し、夜間部を設置、音楽を兼修
- 1921年（大正10年）12月 - 北多摩郡武蔵野村吉祥寺に新校舎起工移転
- 1925年（大正14年）2月 - 卒業生に対する中等教員体操科無試験検定の特典をうける
- 1944年（昭和19年）4月 - 専門学校令に基づき東京女子体育専門学校（修業年限3年）に昇格[1]
- 1950年（昭和25年）4月 - 学制改革に伴い、東京女子体育短期大学となる